# Вирус оспы обезьян
Вирус оспы обезьян (monkeypox virus, MPV, MPXV) — зоонозный вирус с двухцепочечной ДНК, возбудитель оспы обезьян. Относится к роду ортопоксвирусов семейства поксвирусов. Один из ортопоксвирусов человека, который включает вирусы натуральной оспы, коровьей оспы и осповакцины. Не является ни прямым предком, ни прямым потомком вируса натуральной оспы, при этом симптомы оспы обезьян похожи на симпотомы натуральной оспы, но вызывают более лёгкую сыпь и не так часто приводят к смерти.
Различия в вирулентности вируса наблюдались у больных из Центральной Африки, где штаммы более вирулентны, чем штаммы из Западной Африки. В этих двух районах существуют различные клады вируса — I и II, ранее называемые кладами бассейна Конго (Центральной Африки) и Западной Африки.

## Описание

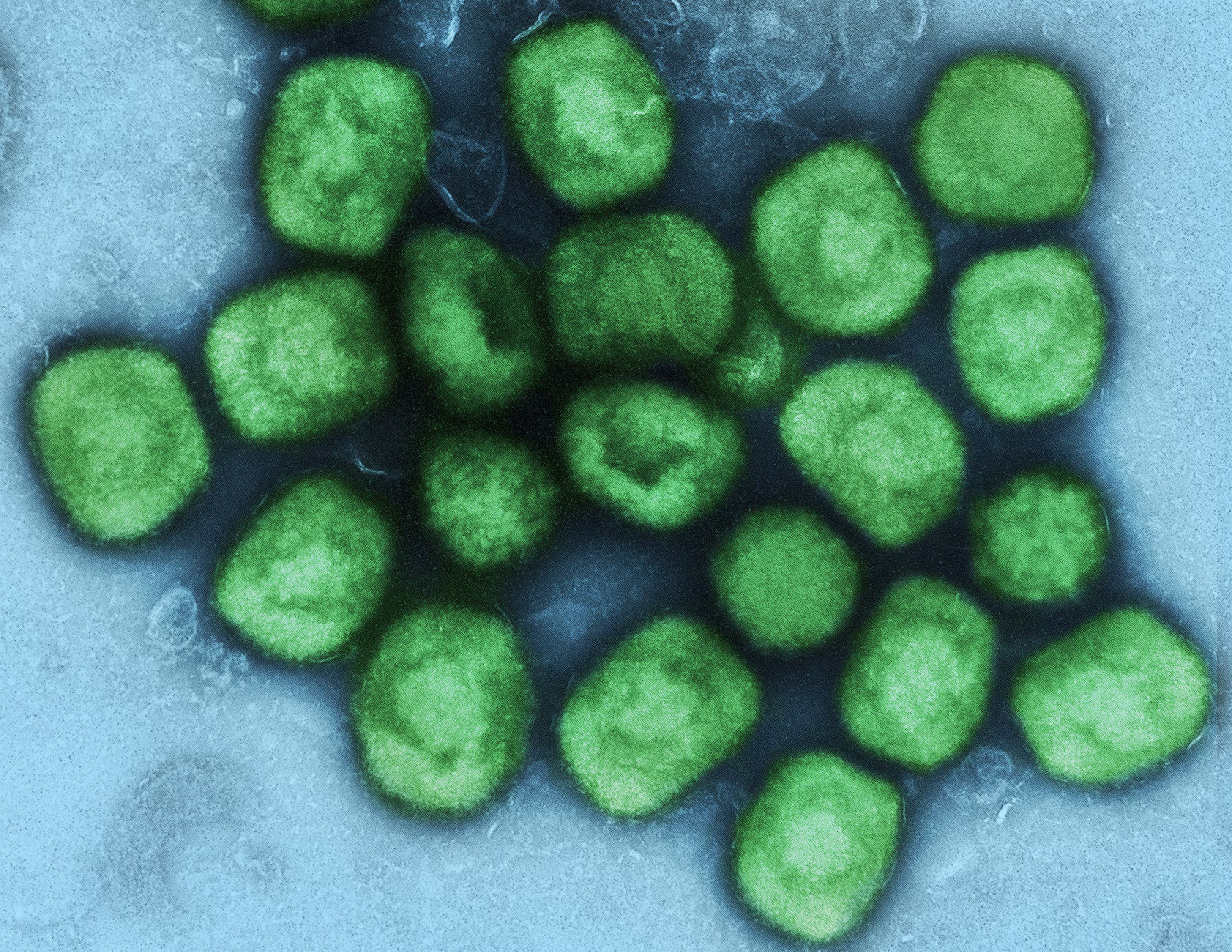
Микрофотография частиц вируса оспы обезьян

Вирус оспы обезьян относится к роду ортопоксвирусов (лат. Orthopoxvirus), который входит в семейство поксвирусов (Poxviridae). Вирион имеет кирпичеобразную (размер 220—450x140—260x140—260 нм) или овоидную (250—300x160—190 нм) форму. Внутри его находится цилиндрическая или двояковогнутая сердцевина, представляющая из себя окружённый мембраной нуклеопротеидный комплекс, содержащий белки и геномную вирусную ДНК. Поверхностная мембрана сформирована из липопротеидов. Ковалентно закрытая нуклеиновая кислота — как и других ортопоксвирусов — представлена одной молекулой двухцепочечной линейной ДНК длиной 130—375 kbp. В геноме закодировано 150—300 белков, порядка 100 из них входят в состав вириона. Вирусные частицы содержат ферменты, вовлеченные в транскрипцию РНК, а также модификацию белков и нуклеиновых кислот.

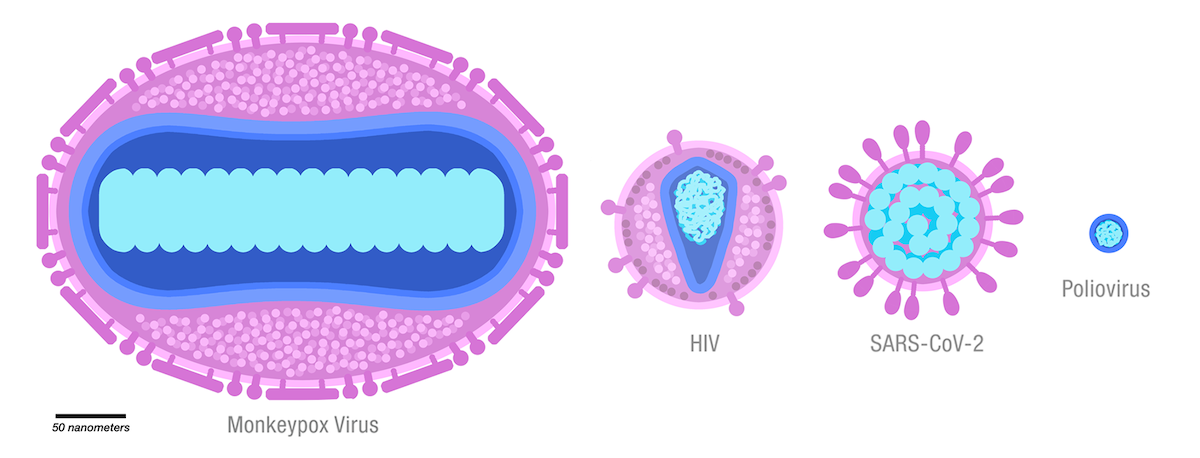
Размер и строение вируса оспы обезьян в сравнении с ВИЧ, SARS-CoV-2 и полиовирусом. Мембраны и мембраносвязанные белки окрашены в фиолетовый цвет, капсиды — в синий, а геномы и нуклеоид-ассоциированные белки — в бирюзовый

Вирус оспы обезьян относительно крупный по сравнению с другими вирусами. Это затрудняет его проникновение в защитные механизмы организма, например, через щелевые контакты. Кроме того, из-за большого размера вирусу труднее быстро размножаться и избегать иммунного ответа. Чтобы обойти иммунную систему хозяина и выиграть больше времени для размножения, вирус оспы обезьян и другие ортопоксовые вирусы развили механизмы, позволяющие обходить иммунные клетки хозяина.

## Переносчики
Потенциальным резервуарам инфекции могут быть обитающие в основном в зоне влажных тропических лесов грызуны. Существование этого вируса в природе обуславливается его циркуляцией среди белок-летяг родов Funisciurus и Heliosciurus. Основными источниками и переносчиками являются приматы родов Cercopithecus (71 %), Colobus (12 %) и Cercocebus (8 %). Впервые вирус был обнаружен Пребеном фон Магнусом в Копенгагене, Дания, в 1958 году у макак-крабоедов, которых использовали в качестве лабораторных животных. В 2003 году в США в ходе вспышки заболевания вирус переносили луговые собачки, заражённые от завезённых в страну гамбийских хомяковых крыс.
Вирус оспы обезьян вызывает заболевание как у приматов, так и у других животных. В основном встречается в тропических лесах Центральной и Западной Африки.

## Передача
Вирус может передаваться как от животного к человеку, так и от человека к человеку. Заражение от животного к человеку может произойти через укус или при непосредственном контакте с биологическими жидкостями инфицированного животного. Вирус может передаваться от человека к человеку воздушно-капельным путём, через непосредственный телесный контакт, во время секса и при контакте с фомитами (предметами, ставшими заразными после прикосновения инфицированного человека — например, постельное белье, одежда и полотенца). Инкубационный период продолжается от 10 до 14 дней. Продромальные симптомы включают увеличение лимфатических узлов, мышечную боль, головную боль, лихорадку, предшествуя появлению сыпи. Непосредственно симптомы болезни включают появление на коже волдырей и сыпи. Последняя чаще всего сначала появляется на лице, а затем распространяется на другие части тела, в основном — на ладони и ступни. В серьёзных случаях очаги поражения могут охватывать всё тело больного, особенно рот, глаза и гениталии. Сыпь может быть очень болезненной и зудящей. В конечном счёте на её месте образуется корка, которая в дальнейшем отпадает и может привести к образованию рубцов. Заболевание длится 14—21 день и может как пройти само по себе, так и привести к летальному исходу (в среднем в 4 случаях из 100), особенно среди уязвимых групп населения, таких как маленькие дети.

## Клады
Вирус подразделяется на две клады, I и II. На белковом уровне у этих двух групп есть 170 общих ортологов, и их регуляторные последовательности транскрипции не имеют существенных различий. Обе клады имеют 53 общих гена вирулентности, которые содержат различные типы аминокислотных изменений
Исторически уровень летальности во время вспышек до 2022 года оценивался в пределах от 1 % до 10 %, при этом клада I считался более опасной, чем II. Летальность вспышки 2022—2023 годах (вызванной клайдом IIb) была очень низкой — по оценкам, 0,16%, при этом большинство смертей пришлось на людей с уже ослабленным иммунитетом.

Карта распространения вируса оспы обезьян в мире.
Клада II
Клада I
Обе клады
Клада IIb

| Название | Название  | Ранние названия                               | Страны                                                                                      |
| -------- | --------- | --------------------------------------------- | ------------------------------------------------------------------------------------------- |
| Клада I  | Клада I   | Клада бассейна Конго Клада Центральной Африки | - Камерун - ЦАР - Демократическая Республика Конго - Габон - Республика Конго - Южный Судан |
| Клада II | Клада IIa | Клада Западной Африки                         | - Бенин - Камерун - Кот-д’Ивуар - Либерия - Нигерия - Сьерра-Леоне                          |
| Клада II | Клада IIb | Клада Западной Африки                         | По всему миру                                                                               |

## Эпидемиология
Вирус в основном встречается в тропических лесах Центральной и Западной Африки. Впервые он был обнаружен у обезьян в 1958 году, у людей — в 1970 году. В период с 1970 по 1986 год было зарегистрировано более 400 случаев заболевания людей. Небольшие вспышки со смертностью в пределах 10 % и примерно таким же уровнем вторичного инфицирования от человека к человеку регулярно происходят в экваториальной Центральной и Западной Африке. Считается, что основным путём заражения является контакт с инфицированными животными или их биологическими жидкостями. Первая зарегистрированная вспышка за пределами Африки произошла в 2003 году на Среднем Западе США в штатах Иллинойс, Индиана и Висконсин и Нью-Джерси. Смертей зарегистрировано не было.
В 2022 году произошла крупная вспышка оспы обезьян. Заражения вирусом зарегистрированы в ряде стран мира. Первый случай заболевания был выявлен в Великобритании 7 мая. Заболевший, как предполагается, заразился вирусом в ходе поездки в Нигерию. В мае 2022 года Всемирная организация здравоохранения (ВОЗ) объявила эту вспышку чрезвычайной ситуацией в области здравоохранения международного масштаба. К моменту когда ВОЗ отменила статус чрезвычайной ситуации в мире, в мае следующего года болезнь уже заразила 87 000 человек и привела к 140 смертельным случаям. Эпидемия клады I обезьяньей оспы началась в Центральной Африке по крайней мере ещё в сентябре 2023 года. По состоянию на август 2024 года было зарегистрировано более 17 000 случаев заболевания, из которых 590 закончились летальным исходом.